# Carolino
Los carolinos (en sueco: karoliner) fueron un tipo de soldados empleados por los ejércitos de los reyes suecos  Carlos XI y Carlos XII durante el siglo XVII. Fueron ampliamente empleados durante las campañas suecas en Europa Central y Oriental y en su momento fueron consideradas una de las fuerzas más efectivas del continente. Se caracterizaron por el uso combinado de armas de fuego, picas y espadas en una táctica ofensiva (llamada Gå–På) y el uso de la religión como elemento de cohesión para imprimirles un esprit de corps.

## Historia

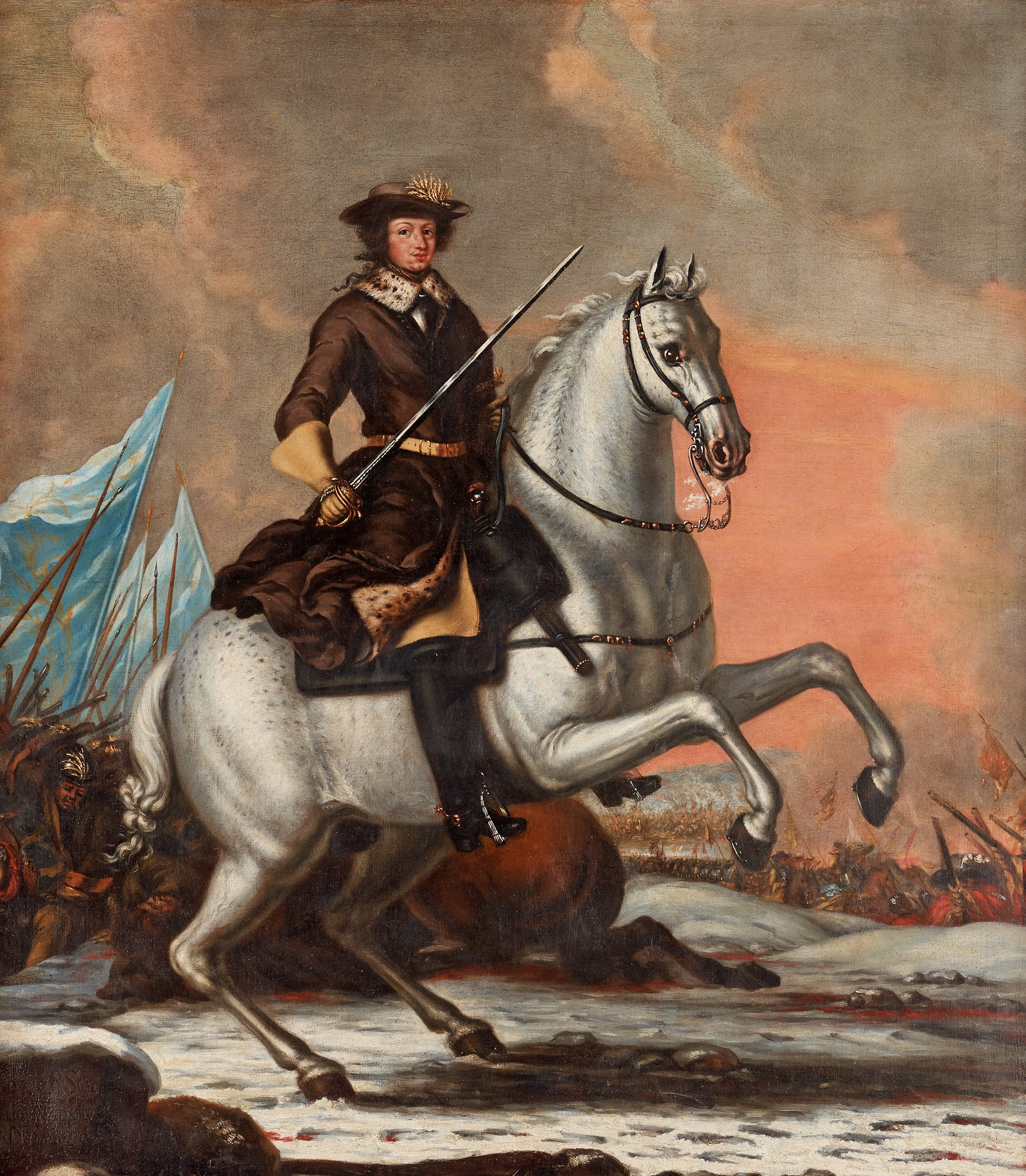
Carlos XI de Suecia, creador del ejército al que dio nombre. (David Klöcker Ehrenstrahl).

Para compensar para su carencia de soldados y recursos, Suecia tuvo que innovar para crear un ejército eficaz en comparación a las fuerzas ya existentes en otros estados europeos. Este proceso está vinculado con la centralización y creación de una autoridad estatal fuerte en el país.  
Tras su participación en algunos de los principales conflictos europeos como la Guerra de los Treinta Años, Suecia era una potencia en auge que estaba creando lo que se llamó posteriormente como imperio sueco. Sin embargo, la Guerra Escanesa mostró las limitaciones del ejército sueco y llevó al rey Carlos XI a plantear una reforma tras la batalla de Lund. Ese mismo año Carlos XI pasó una ley en el parlamento estableciendo un sistema de distribución de tierras en el que los campesinos de cada lote debían proporcionar un regimiento de 1000 soldados con sus armas y uniformes. Cada lote se dividía en rotes de uno a cinco campesinos, que debían proporcionar un soldado y pagarle su propia residencia y parcela. La caballería se conformaba igual, estando exento los rotes que proporcionaban un caballo de parte de los impuestos debidos a la corona. De este modo Carlos XI se aseguraba un ejército profesional de 18.000 infantes y 8.000 jinetes (además de los 7.000 soldados y 3.000 jinetes de Finlandia). En las costas se aplicó el sistema para proporcionar 6.600 marineros en Suecia y 600 en Finlandia.
Las unidades provinciales resultantes fueron consideradas una de las fuerzas militares más eficaces de su época habiendo participado en batallas como Narva, Düna, Klissow, Pultusk, Jakobstadt, Gemauerthof, Varsovia, Fraustadt, Holowczyn, Helsingborg y Gadebusch.

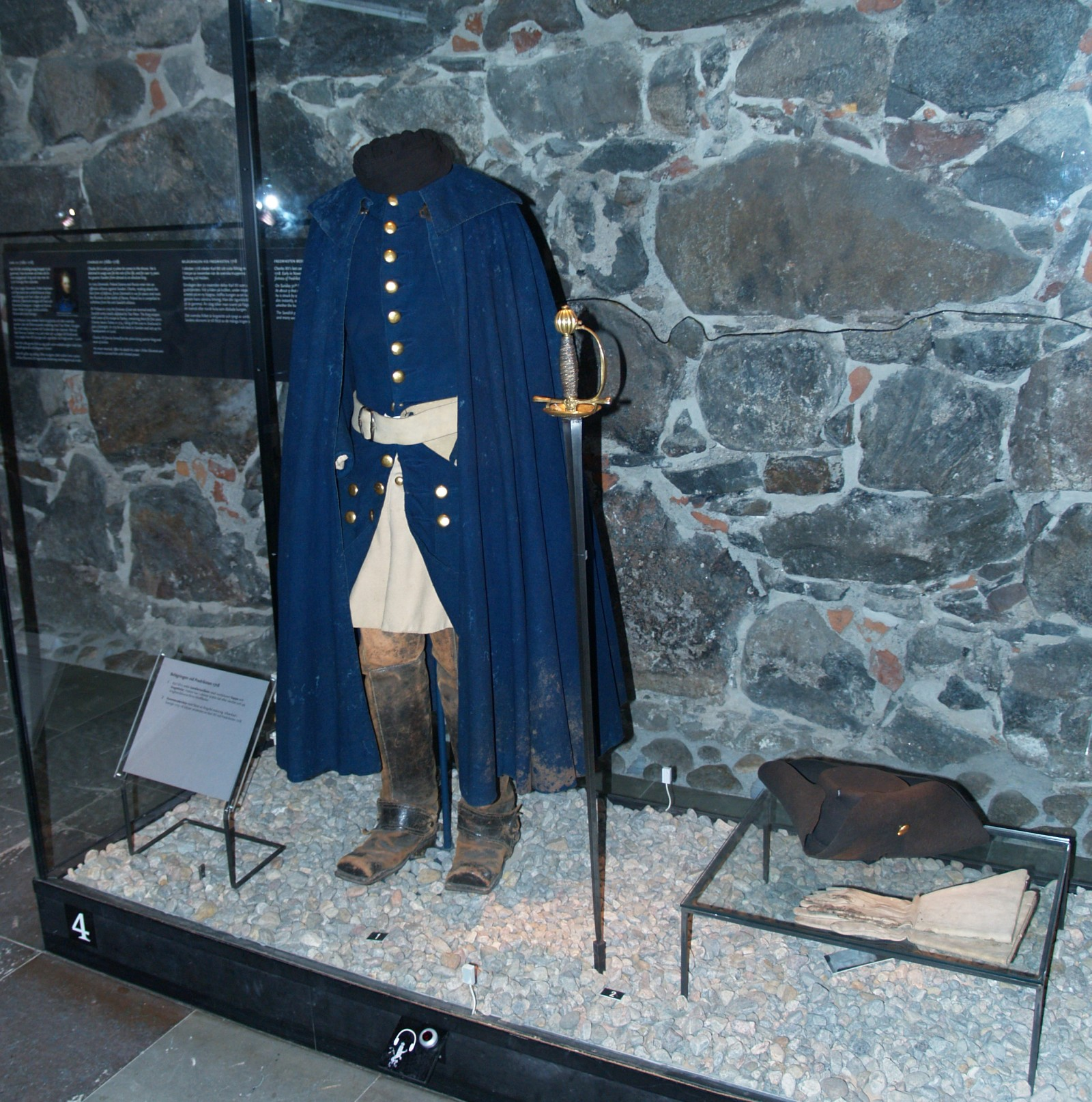
El uniforme con el que fue asesinado Carlos XII (por una bala a la cabeza).

Aun así, debido al escaso número de soldados suecos, cualquier caso de pérdidas masivas podía ser irreparable. Los generales suecos tuvieron que elegir sus batallas sabia y cuidadosamente para mantener bajo el número de bajas. A pesar de un desempeño temible en la Gran Guerra del Norte, su reducido número hizo difícil para Suecia el mantener su esfuerzo bélico, marcando dicha guerra el principio de la decadencia del imperio sueco.
Después de una marcha larga y fatídica en las tierras del interior ruso, donde sufrieron una política de tierra quemada, guerrillas y el clima ruso frío, el agotado ejército carolino fue decisivamente derrotado por los rusos en la batalla de Poltava (1709). Se estima que la guerra causó 35.000 muertos en las filas suecas - el 70 por ciento del ejército. 25.000 de estos fueron muertos en combate y otros 10.000 murieron de hambre, enfermedad y agotamiento. El poder sueco empezó a debilitarse y en 1718, la muerte de Carlos XII (seguida por la llamada marcha de la muerte carolina), marca el final del ejército carolino.

## Organización

La muerte de Carlos XII marca el final del ejército carolino (Gustaf Cederström).

El ejército carolino estaba organizado en regimientos provinciales que podían ser:
- Regimientos de caballería, como el regimiento de dragones de Jämtland y Bohuslän o la guardia real (Livdrabanterna).
- Regimientos de infantería, incluyendo los regimientos de Värmland y Västerbotten.
- Regimientos de artillería.

El ejército también incluía una unidad especial llamada el Livdrabanterna (Cuerpo de Guardia de Vida Real), con 100 hombres bajo el mando personal del rey. El rey era su capitán directo y se requería el rango de capitán para ser admitido en la unidad, cuyo mando efectivo era un coronel con el título de Kaptenlöjtnant (Capitán Lugarteniente). Este cuerpo acompañó al monarca hasta su final y sus veteranos llevaron el féretro de Carlos XII a su llegada a la capital para el entierro en 1719.

### Uniformes, logística y abastecimiento
El uniforme carolino fue una variante del uniforme estándar sueco introducido por Carlos XI de Suecia. Constaba de casacas con azules con puños amarillos. Los pantalones eran blancos y el chaleco amarillo. Muchos regimientos se distinguían por variaciones en el uniforme. Por ejemplo, los dragones de Bohuslän portaban abrigos verdes y el regimiento de Närke-Värmland usaba puños rojo. La artillería usaba abrigos grises con puños azules. Llevaban tricornio o una gorra especial llamada Karpus. La caballerá de élite Trabant Garde eran las únicas en portar armadura, llevando corazas de acero.
La ración diaria de un soldado constaba de 625 gramos de pan seco, 850 gramos de mantequilla o cerdo, 1/3 de litro de guisantes y 2.5 litros de cerveza (para evitar el agua, que muchas veces era no potable). La mantequilla o el cerdo eran a menudo reemplazado por pescado si este estaba disponible.

### Moral y creencias religiosas

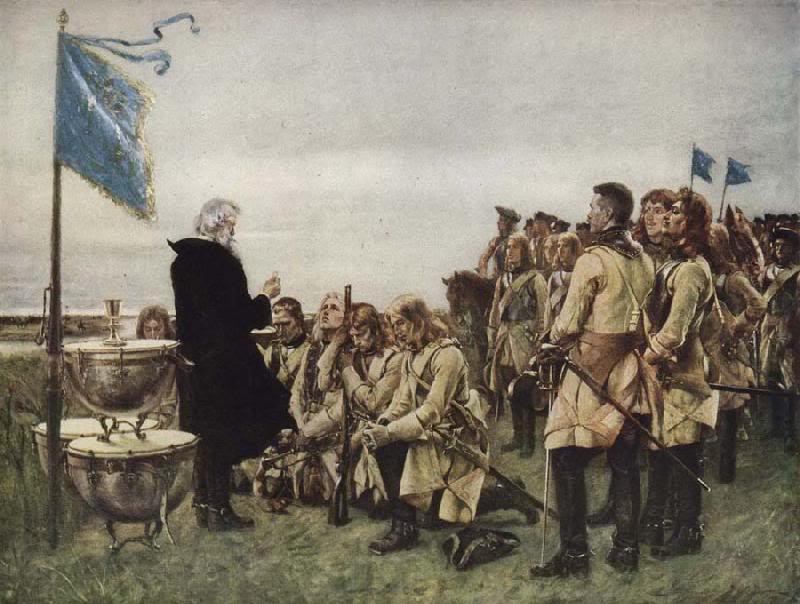
La comunión era un ritual importante para los soldados suecos, especialmente antes de la batalla (Gustaf Cederström).

La disciplina estricta era necesaria en el ejército carolino, dada su táctica muy ofensiva que exponía a los soldados al fuego enemigo hasta estar cercano a los enemigos y poder disparar. Se decía popularmente que no debían responder al fuego enemigo con sus propias armas hasta ser capaces de distinguir "el blanco en los ojos de los enemigos". La táctica pretendía evitar los disparos fallidos y asustar al enemigo al enfrentarse a un ejército que seguía avanzando hasta el combate cercano.
Para lograr tal nivel disciplina, el ejército seguía una estricta normativa. Incluso la vida privada de un soldado estaba regulada por rigurosas normas. La religión era utilizada como herramienta para mantener la moral alta entre las tropas. Los sacerdotes regulares predicaban sobre las virtudes de servir a la corona y, dentro del ejército, a menudo participaban en la batalla para levantar los ánimos. La iglesia también creaba un sentimiento de solidaridad entre soldados al ser la fe luterana un pilar del estado sueco. Muchas veces luchaban frente a otras religiones (católicos polacos y alemanes, ortodoxos rusos...) lo que tenía un significado religioso para las tropas dado el estatus de campeón protestante que Suecia tenía desde la guerra de los treinta años. 
Del soldado carolino no se esperaba que mostrara temor en la batalla. El determinismo luterano implicaba que si el plan de Dios era que debía morir, moriría aunque intentara esquivar las balas; mientras que si estaba destinado a sobrevivir, sobreviviría pese a las adversidades. Este razonamiento acompañaba a la táctica ofensiva del ejército carolino, que requería una férrea disciplina para tener éxito. Así, después de la batalla de Narva muchos soldados creyeron que Dios les había enviado la ventisca que les ayudó a vencer, mientras que la derrota en Poltava fue vista como el castigo de Dios por su hubris y pecados.[cita requerida]
Los regimientos se reclutaban según las provincias y regiones del reino para crear un sentimiento de unidad y generar lealtad entre soldados que procedían de la misma tierra.

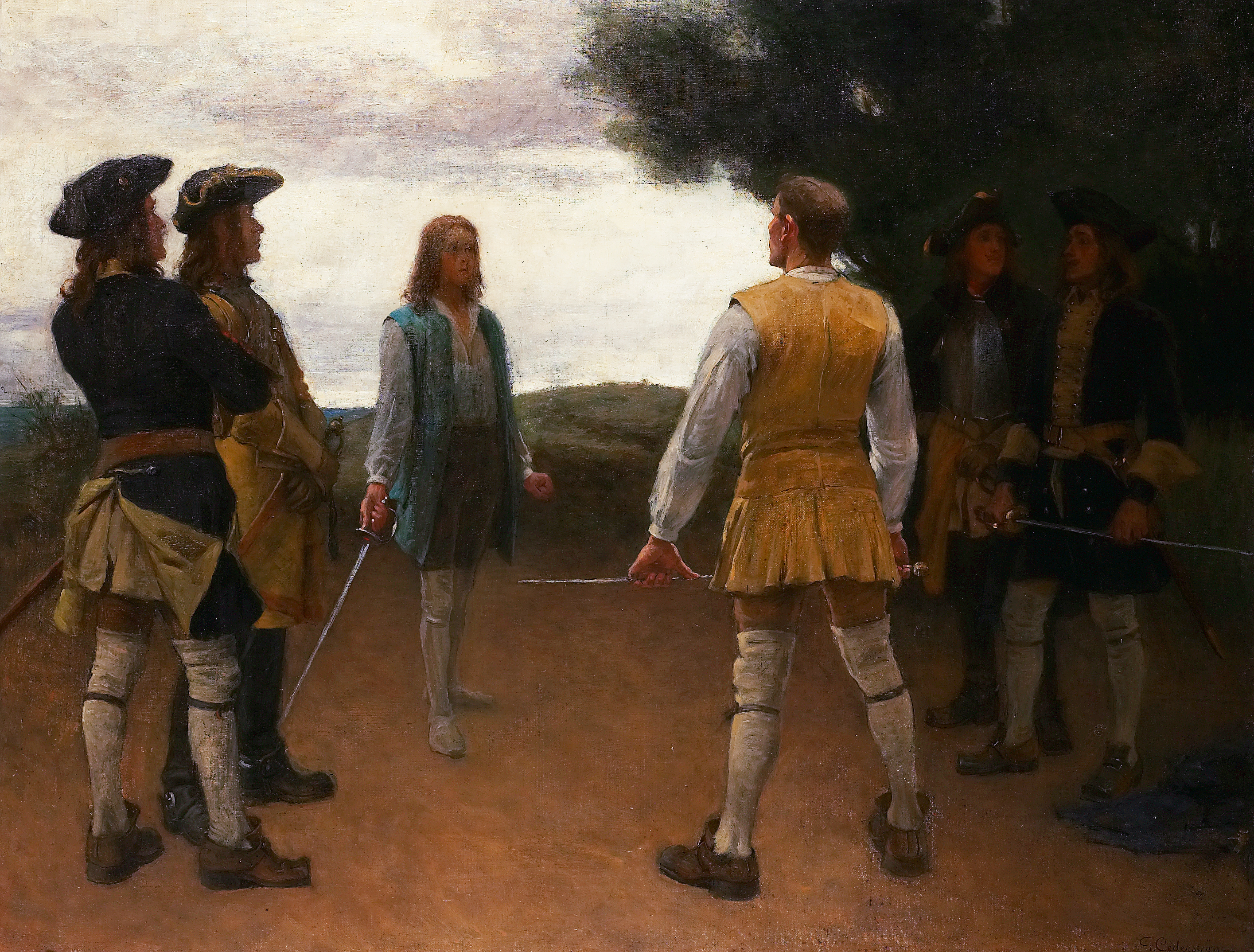
Los duelos estaban estrictamente prohibidos en el ejército carolino. Pese a ello, no eran raros. (Gustaf Cederström)

### Disciplina
Las ordenanzas eran estrictas para el soldado carolino. Por ejemplo, robar la comida de otro soldado suponía un duro castigo. El saqueo estaba prohibido aunque ocasionalmente se recurría a él como en Narva y Lemberg.[cita requerida]
La moral religiosa estaba muy presente y tomar el nombre del dios en vano era uno de los peores delitos que un carolino podía cometer. Tanto eso como interrumpir la oración estaba penado con la muerte.[cita requerida]

## Táctica y formaciones

### Número y formaciones
Un regimiento de infantería carolina constaba de aproximadamente 1.200 hombres, divididos en dos batallones de 600 hombres. El batallón era la unidad táctica más pequeña del ejército sueco y constaba de cuatro compañías de 150 hombres. Antes de las batallas los hombres eran normalmente formados en cuatro filas (cuatro hombre de profundidad), aunque un batallón también podría formar en seis späckad o columnas. Aproximadamente un tercio de los hombres eran piqueros, equipados con picas largas de 5,55 metros y espadas, normalmente en el medio del batallón con mangas de mosqueteros en sus flancos. Si el batallón era späckad, los piqueros se colocaban en las columnas tercara y cuarta. Los granaderos a menudo ocupaban los flancos de los mosqueteros como protección contra la caballería enemiga (se disponía un granadero por cada diez mosqueteros). De vez en cuando, los granaderos formaron sus propios batallones como el Livgrenadjärregementet. El ancho de un batallón era de aproximadamente 180 metros (o 135 metros cuándo en formación cerrada). 
Un regimiento de caballería sueca constaba de aproximadamente 1.000 hombres, divididos en cuatro escuadrones de 250 hombres. El escuadrón era la unidad táctica en la caballería y se subdividiía en dos compañías de 125 hombres. La caballería pesada portaba una espada, una carabina, dos pistolas y una coraza. Los dragones portaban espada, mosquete con bayoneta y dos pistolas. Las unidades irregulares también eran utilizadas, frecuentemente caballería valaca. Aun así, esta caballería se solía emplear solo para el reconocimiento y para perseguir enemigos en desbandada. La caballería era utilizada como instrumento clave en las batallas y suponía una parte significativa del total de efectivos. Contrariamente a otros ejércitos regulares en Europa, la caballería contaba con aproximadamente la mitad de la fuerza total. Por ejemplo, Carlos XII durante su invasión de Rusia contaba con 31.000 soldados de los que 16.800 hombres eran de caballería.

### Armamento
La mayoría de la infantería estaba equipada con modernos mosquetes de pedernal del calibre 20 mm aunque se podían ver en uso modelos anteriores. Con el mosquete, llevaban una espada ropera y munición. Desde 1704, se les proveyó con bayonetas. Uno de cada tres soldados de una compañía eran piqueros, usando picas de 5,55 metros. Se trataban de una combinación de armas que había dominado el teatro europeo desde el éxito de los cuadros suizos en Alemania y de los tercios españoles en Italia, Francia y Flandes y que había sido evolucionada posteriormente por Mauricio de Nassau al adaptarlo a unidades más reducidas y maniobrables. Los suecos continuaron evolucionando este modelo con una mayor inclinación hacia las armas de fuego:
- Generalizaron las más modernas armas de pedernal, más seguras y rápidas de recargar.
- Apostaron por un mayor uso táctico de los mosquetes (ver sección de tácticas).
- Generalizaron el uso de bayonetas como sustituto de las picas para los mosqueteros.

Doce hombres de la compañía, típicamente los más altos y fuertes, eran designados granaderos y estaban destinados a los flancos. Estos portaban bayonetas en su mosquete para no tener que echar mano de la espada y solían estar en los flancos en previsión de una carga de caballería. 
Ocasionalmente se usaron mazas y garrotes en asedios. La caballería portaba espadas más pesadas y dos pistolas por cabeza. Si eran dragones, estas se podían sustituir por una carabina. La artillería portaba una espada más pequeña y apropiada para combate cercano, llamada hirschfängare.

### Gå–På y las tácticas de infantería

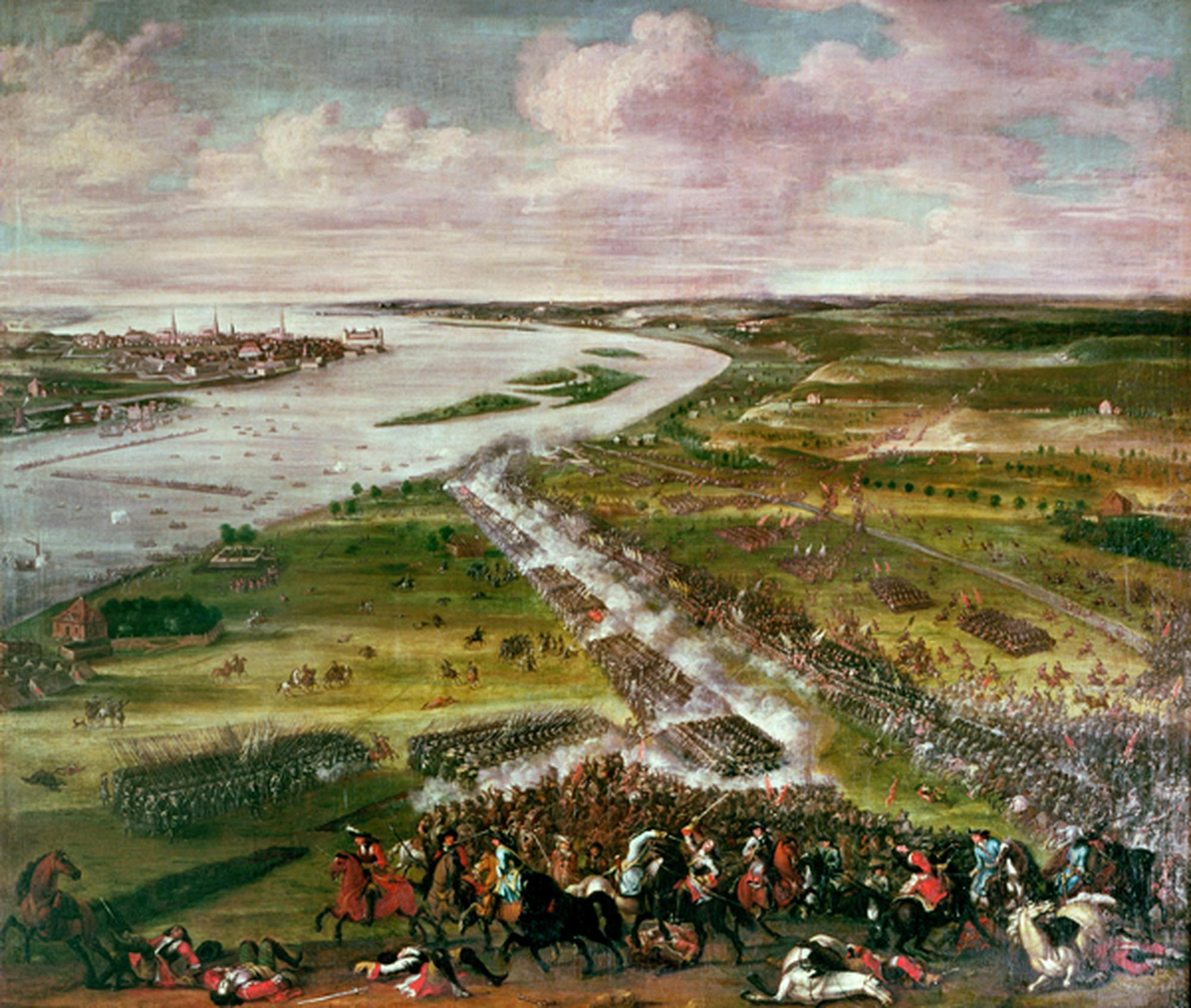
Carolinos cargando contra los sajones en Düna, 1701.

El Gå–På (literalmente "seguir adelante") es el nombre con el que se designa a la técnica de combate estándar utilizada por el ejército sueco con énfasis en el choque con el enemigo. Esta táctica muy agresiva a menudo resultaba en batallas de corta duración que impedían al enemigo aprovechar números superiores.
Según reglamentos de 1694 y 1701, un ataque de infantería debía ser de la siguiente manera: En cuatro filas con huecos, el batallón debía avanzar "lenta y suavemente" hasta las líneas enemigas, enfrentando al enemigo a una distancia de aproximadamente 100 metros. Los soldados debían evitar disparar hasta que pudieran "ver el blanco de los ojos de los enemigos" - aproximadamente 50 metros. Cuándo los tambores paraban, las dos filas traseras ocupaban los huecos dentro de las dos primeras filas y se procedía a disparar una salva antes de desenvainar las espadas. Los soldados de estas líneas entonces retrocedían a su posición previa y el batallón reanudaba el avance. 
El método suponía, dado la táctica general en el periodo de disparar por unidades, quien disparaba debía parar y recargar. Esta operación tardaba 1-2 minutos, tiempo suficiente para que el adversario recorriera 80 andando (o 150 a la carrera). Así, durante un breve intervalo eran voluntarios. La técnica sueca aprovechaba el método para forzar un primer intercambio de fuego y continuar avanzando mientras el enemigo estaba vulnerable.
Las dos primeras filas disparaban en una salva final antes de cargar, - una a aproximadamente 20 metros del enemigo. Entonces también desenvainarían sus espadas y cargaban contra el enemigo, aprovechando el impacto que la última salva acababa de tener. De esta forma se maximizaba el daño de las descargas de mosquetería por la proximidad, muchas veces desmoralizando al enemigo. La carga con picas, bayonetas y espadas debía tener lugar antes de que el enemigo se reorganizara. Cabe destacar que las picas se usaban como arma ofensiva: las picas suecas solían ser más largas que las enemigas y permitían ofender al enemigo en combate cercano antes de estar al alcance. La combinación de una descarga de mosquetería seguida prontamente de un choque contra la fila de picas solía ser muy desmoralizante, incluso causando a veces la huida del enemigo.
| "Nunca he visto tal combinación de incontrolable brío y perfectamente controlada disciplina, tales soldados y sujetos no se encuentran en el mundo entero excepto en Suecia"—General Stenbock, Gadebusch 1712 |

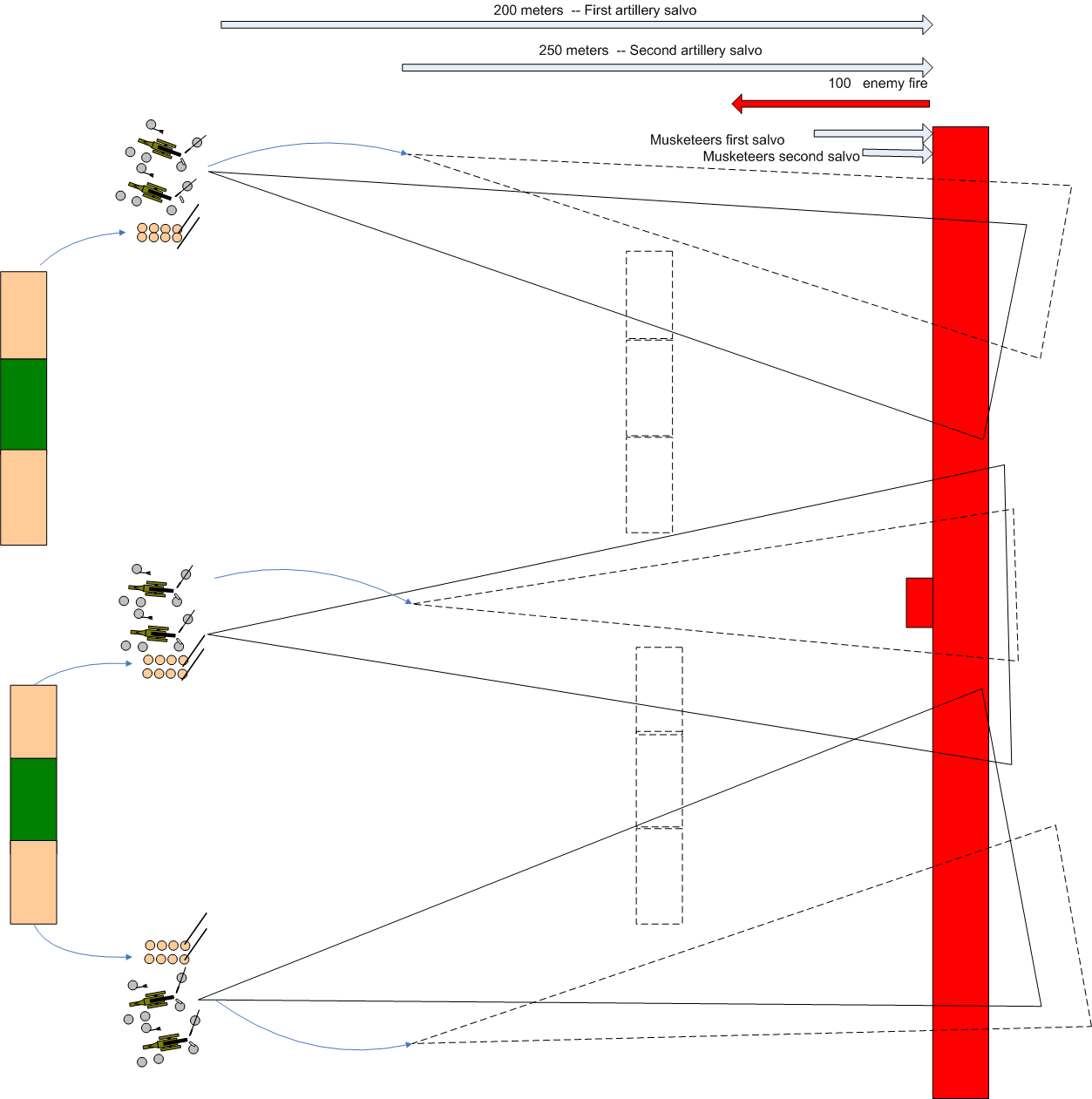
Coordinación entre artillería e infantería. La artillería avanzaba para acompañar a la infantería durante el ataque.

Este método evolucionó durante el transcurso de la Gran Guerra del Norte. La marcha lenta fue reemplazada por una carrera para reducir las bajas y empezar antes el combate. La distancia para la primera salva se redujo de 50 metros a 15-20 metros para la primera salva. Además, las dos últimas filas ya no se retiraban tras la salva, con lo que el batallón atacaba más consistentemente con dos filas sin huecos.
Otro cambio fue el aumento del apoyo de piezas de artillería, notablemente en la batalla de Gadebusch (1712) donde se introdujo un nuevo conjunto de invenciones de artillería sueca.

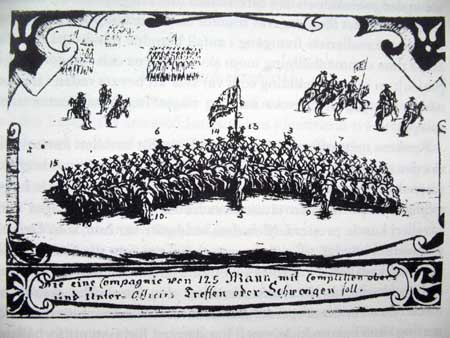
La caballería era el arma más importante del ejército. Armada con espadas, montaban rodilla detrás rodilla en formaciones compactas para ganar todo el impacto posible.

### Gå–På en las tácticas de caballería
La caballería sueca, al igual que la infantería, destacaba por sus técnicas ofensivas (llamadas la manera carolina). Antes de la batalla, en vez de formar rodilla con rodilla como era el estándar en Europa, los jinetes suecos formaban en cuña en dos o tres filas rodilla tras rodilla para causar el mayor impacto en las filas enemigas. Usaban espadas pensadas para atacar con la punta y aprovechar al máximo la inercia de la carga militar. Los escuadrones no solían usar las pistolas al cargar sino limitarse a las armas blancas. En 1704 el reglamento prohibió las pistolas durante las cargas (aunque hubo excepciones como Fraustadt y se admitía en general en la persecución de enemigos en retirada). Otra norma de 1705 estableció que se cabalgaba a trote en la fase inicial de la carga y a pleno galope durante la última fase, antes de impactar con el enemigo. De esta manera se preservaban las energías de los caballos para que no se agotaran demasiado pronto.